# Politica dei Paesi Bassi
I Paesi Bassi sono una monarchia parlamentare fin dalla fondazione del regno (1815).
Dal 2013 il sovrano è il re Guglielmo Alessandro dei Paesi Bassi, mentre dal 2024 il primo ministro è Dick Schoof (Governo Schoof).

## Assetto istituzionale
Oggi il sovrano ha un ruolo largamente cerimoniale; i suoi compiti principali sono la scelta del primo ministro dopo le elezioni e la nomina dei giudici. A differenza di quanto accade presso altre monarchie il sovrano può essere sia un re che una regina (difatti, tutti i sovrani del XX secolo sono stati delle regine).
Il potere esecutivo è affidato al governo, guidato dal primo ministro, che solitamente è il capo del partito (o della coalizione di partiti) che ha vinto le ultime elezioni.
Gli Stati Generali (Parlamento) esercitano il potere legislativo. Essi sono composti di due camere:
- la camera bassa (o Seconda Camera, Tweede Kamer) è la più importante, ed è composta di 150 membri eletti con sistema proporzionale e a suffragio universale diretto per termini di un massimo di 4 anni.
- la camera alta (o Prima Camera, Eerste Kamer) è composta di 75 membri eletti per termini fino a 4 anni di durata dalle 12 assemblee legislative delle province. La camera alta non può proporre o emendare la legislazione, ma può solo confermare (o respingere) le leggi approvate dalla camera bassa.

La costituzione prevede anche un Consiglio di Stato (Raad van State) composto da membri della famiglia reale e da membri esterni nominati dalla Corona (ovvero dal sovrano e dal governo). Il governo deve consultare il Consiglio di Stato prima di sottoporre leggi al parlamento. Inoltre il Consiglio di Stato ha funzioni di controllo sull'esecutivo.

### Amministrazioni locali
Ciascuna delle 12 province è governata da un consiglio provinciale, che ha potere legislativo a livello locale e nomina un esecutivo provinciale, anche se esiste pure un commissario provinciale nominato dalla Corona.
Tutte le province sono al loro volta suddivise in municipalità (gemeenten), che in totale sono 355. Anch'esse sono governate da un concilio municipale, ma la nomina del sindaco (burgemeester) è prerogativa della Corona.
Per via del ruolo fondamentale che l'uso e la regolazione delle acque riveste per il paese, esso è anche diviso in 37 distretti che hanno autorità sulla gestione delle acque; ciascuno è retto da un consiglio (waterschap o hoogheemraadschap) per il quale si svolgono regolari elezioni. Questa forma di divisione amministrativa è addirittura più antica dello stato dei Paesi Bassi, essendo apparsa per la prima volta nel 1196.
I Paesi Bassi caraibici non fanno parte di nessuna provincia, e sono governati come municipalità speciali.

## Politica interna

### Parlamento e governo
I gruppi politici al 2024 presenti nel parlamento olandese sono:
- Il Partito Popolare per la Libertà e la Democrazia (Volkspartij voor Vrijheid en Democratie, VVD), liberale;
- Il Partito per la Libertà (Partij voor de Vrijheid, PVV), conservatore e nazionalista;
- L'Appello Cristiano Democratico (Christen-Democratisch Appèl, CDA), democristiano;
- Democratici 66 (Democraten 66, D66), liberale sociale;
- Nuovo Contratto Sociale (Niew Sociaal Contract, NSC), democristiano
- Sinistra Verde - Partito del Lavoro (GroenLinks - Partij van de Arbeid, GL-PvdA), ambientalista e socialista;
- Il Partito Socialista (Socialistische Partij, SP), socialista;
- L'Unione Cristiana (ChristenUnie, CU), conservatore;
- Il Partito per gli Animali (Partij voor de Dieren, PvdD), animalista e ambientalista;
- 50PLUS (50+), pensionati;
- Il Partito Politico Riformato (Staatkundig Gereformeerde Partij, SGP), conservatore;
- DENK (DENK), multiculturalismo;
- Volt Paesi Bassi (Volt Nederland, VOLT-NL), federalista europeo;
- Il Forum per la Democrazia (Forum voor Democratie, FVD);

#### Temi politici
I temi politici più importanti della politica interna olandese degli ultimi anni riguardano probabilmente l'integrazione degli immigrati, specialmente quelli di religione musulmana. Fatti drammatici come gli omicidi del politico Pim Fortuyn e del regista Theo van Gogh, o la morte di numerosi immigrati in un incendio in un centro di detenzione all'aeroporto di Schiphol hanno dominato il dibattito, anche per via dei numerosi atti di terrorismo da parte di estremisti islamici che sono avvenuti negli ultimi anni (ad esempio gli attentati dell'11 settembre 2001).
Anche temi economici sono stati al centro dell'azione del governo, che ha introdotto un'importante riforma del sistema sanitario olandese, che va nella direzione di una maggiore privatizzazione.
I Paesi Bassi sono anche noti per la legislazione innovativa (alcuni direbbero permissiva) in campo sociale: un primo esempio è costituito dall'approccio pragmatico nei confronti della vendita e del consumo di stupefacenti. Altri esempi sono costituiti dalla legislazione concernente la prostituzione, l'aborto, l'eutanasia ed il matrimonio omosessuale (primo paese al mondo nel 2001).

## Politica estera
Dopo essere stati coinvolti nella Seconda guerra mondiale i Paesi Bassi hanno abbandonato la loro tradizionale neutralità, proponendosi di favorire l'integrazione europea, le relazioni transatlantiche, lo sviluppo del Terzo Mondo, la diffusione della democrazia ed il rispetto del diritto internazionale e dei diritti umani. I Paesi Bassi generalmente perseguono i propri interessi nel quadro di organizzazioni multilaterali come l'Unione europea, l'ONU, l'OSCE, l'OECD, il WTO, il Fondo Monetario Internazionale e la Banca Mondiale.
Una tradizione legale secolare ha favorito l'insediamento nei Paesi Bassi (a L'Aia) della Corte internazionale di giustizia, dei tribunali per i crimini di guerra in Ruanda e nella ex-Jugoslavia e del Tribunale penale internazionale.
La politica dei Paesi Bassi in materia di sicurezza è principalmente basata sulla partecipazione alla NATO, di cui il paese è membro dal 1949. Vi sono comunque anche accordi a livello europeo e bilaterale (ad es. in collaborazione con la vicina Germania). I Paesi Bassi hanno inviato truppe per le forze di peacekeeping dell'ONU in Bosnia. Molto più controverso è il contributo olandese (di oltre 1.000 uomini) alle forze di occupazione dell'Iraq, tanto che esso è stato ritirato nella primavera del 2005.
I Paesi Bassi sono fra i più generosi elergitori di aiuti economici ai paesi del Terzo Mondo, con un contributo annuale che oscilla fra lo 0,6% e l'1% del proprio PIL (la media dei paesi sviluppati è di circa lo 0,25%).
Uno dei principali motivi di attrito fra i Paesi Bassi ed i loro vicini sono le politiche olandesi in materia di droga (vedi sopra), che sono mal viste da tutti quei paesi (la grande maggioranza) che non approvano le politiche di riduzione del danno perseguite dal governo olandese.